# Koolhoven F.K.53 Junior
Koolhoven F.K.53 Junior byl nizozemský sportovní dolnoplošník z poloviny 30. let navržený a postavený společností NV Koolhoven Vliegtuigen. Koolhoven F.K.53 Junior poprvé vzlétl v srpnu 1936

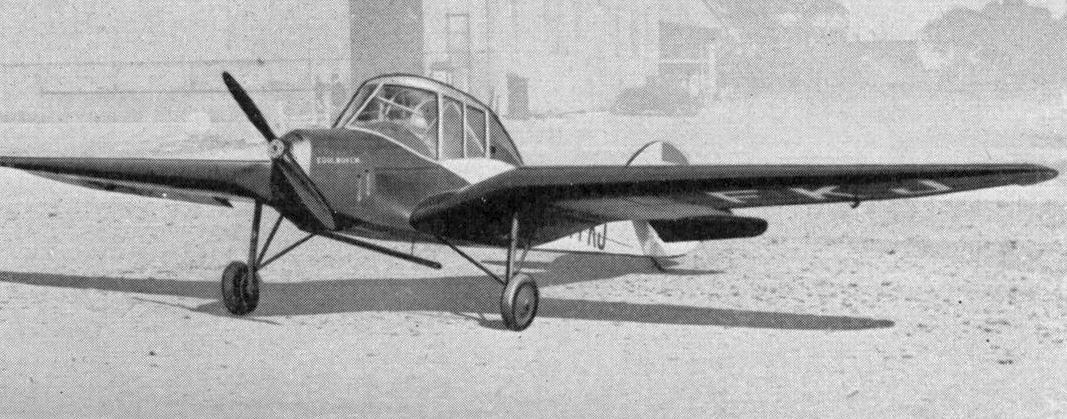
Koolhoven F.K.53 Junior (L'Aérophile, Le Pontentiel Aérien Mondial 1936)

## Vznik a vývoj
Frederick Koolhoven měl do roku 1933 jen malé dílny na letišti Waalhaven-Rotterdam, ale v roce 1934 vznikla velká společnost s kapitálem pět milionů florinů. Následně byly této společnosti zadány větší objednávky a to jak známé firmy KLМ, tak i od Národní letecké školy.
První letoun F.K.53 s krytým kokpitem byl navržen v roce 1935 během dovolené konstruktéra van Hattuma v Anglii a první let byl proveden v srpnu 1936. Letoun byl poháněn vzduchem chlazeným čtyřválcovým řadovým invertním leteckým motorem Walter Mikron 4-II o výkonu 60 k (44,1 kW).

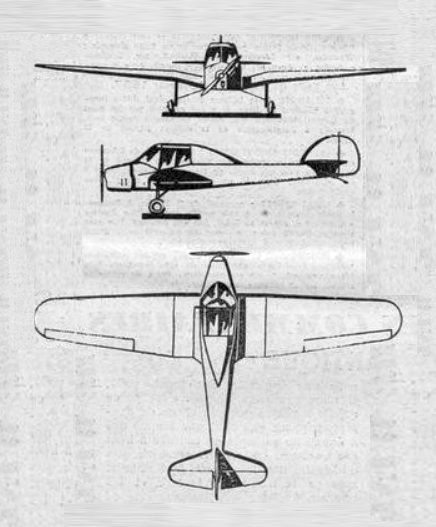
Koolhoven F.K.53 (skica, Les Ailes 1937)

Byly vyrobeny pouze 2 letouny. Oba letouny byly 10. května 1940 na letišti Rotterdam-Waalhaven zničeny při německém bombardování. Těsně před zahájením německé invaze do Nizozemska (1940) byla továrna NV Koolhoven Vliegtuigen vybombardována a prakticky přestává existovat.

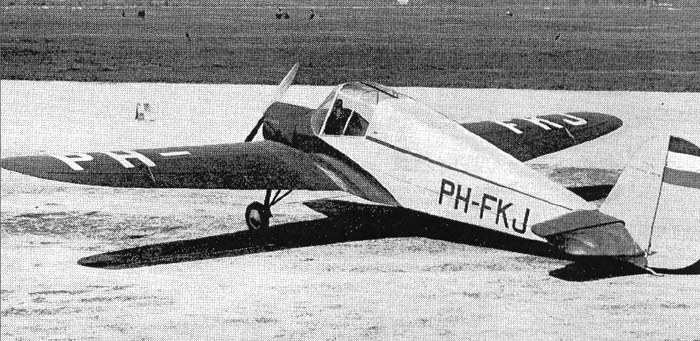
Koolhoven F.K.53 Junior (PH-FKJ, Les Ailes 1937)

## Popis letounu

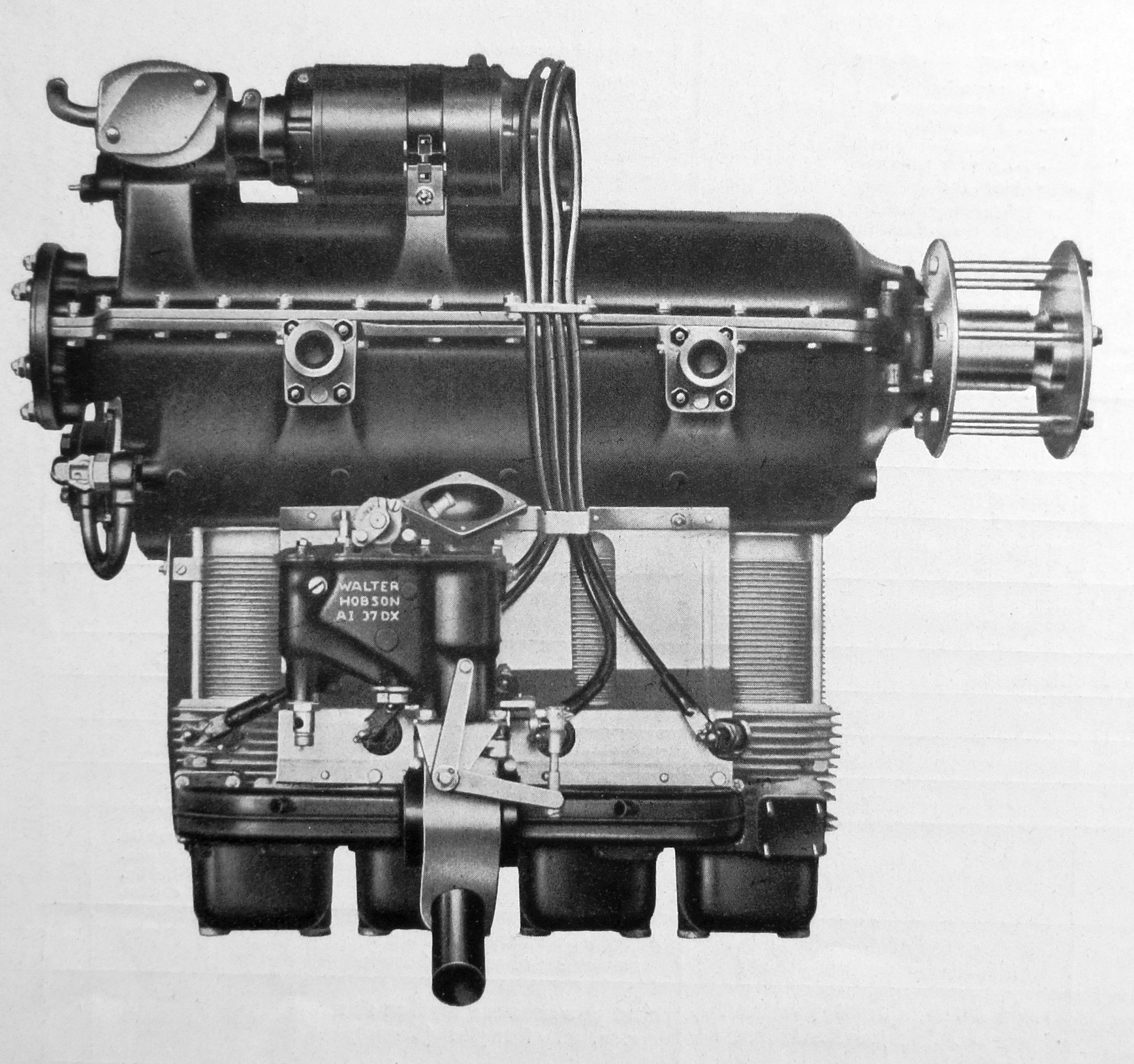
Walter Mikron 4-II (1936)

Jednomotorové sportovní letadlo F.K.53 Junior bylo smíšené konstrukce ze dřeva a kovu. Byl to dvoumístný dolnoplošník konvenčního designu se zakrytovaným kokpitem se sedadly vedle sebe. Jednoduchý a robustní konstrukční model F.K. 53 měl pod křídlem tuhý podvozek, tvořený dvěma samostatnými jednotkami z ocelové konstrukce s koly a vzadu standardní ostruhu.
Křídlo bylo upevněno bez vnějších výztuh ke spodku trupu, jeho střední partie byla ostře lomena do V, což příznivě ovlivňovalo příčnou stabilitu letounu. Trup, křídlo i kormidla byly dřevěné s dýhovým potahem.
Oba letouny byly "bojovně" vybarveny. Jeden letoun měl křídlo a motorový kryt ve žluti a trup od kabiny k ocasu v černi. Zatímco druhý letoun byl vybarven "inverzně". Křídlo a motorový kryt byly v černé a trup od kokpitu k ocasu ve žlutém vybarvení.

## Použití
Oba letouny zprvu vlastnila společnost NV Koolhoven Vliegtuigen z Rotterdamu. Později se podařilo letoun výr. č. 5301 prodat do Gravenhagenu (Haagu). Majiteli letounu postupně byli H.J. Schmidt, W. van den Berg a J.B. van Heutsz. Letoun proto vystřídal od 13. srpna 1936 několik imatrikulací. První PH-ALH užívala společnost Koolhoven a dvě další PH-ALN a PH-FKJ soukromí vlastníci. Podle jiného zdroje byl letoun od roku 1937 provozován Národní leteckou školou (NV Nationale Luchtvaartschool).
Letoun v.č. 5302 získal 16. března 1938 imatrikulaci PH-ATG a byl využíván společností NV Koolhoven Vliegtuigen až do trpkého konce v květnu 1940.

## Uživatelé
- Nizozemsko
  - NV Koolhoven Vliegtuigen
  - H.J. Schmidt, W. van den Berg a J.B. van Heutsz (1 letoun)

## Specifikace
Údaje dle

### Technické údaje
- Posádka: 1 pilot
- Kapacita: 1 cestující
- Rozpětí: 10,50 m
- Délka: 7,20 m
- Výška: 2,05 m
- Nosná plocha: 15,50 m2
- Hmotnost prázdného letounu: 310 kg
- Vzletová hmotnost: 540 kg
- Pohonná jednotka: 1 × Walter Mikron 4-II
- Výkon:
  - jmenovitý, nominální: 44,1 kW / 60 k při 2600 ot/min
  - vzletový, maximální: 45,6 kW / 62 k při 2800 ot/min
- Vrtule: dvoulistá dřevěná s pevnými listy

### Výkony
- Maximální rychlost: 150 km/h
- Cestovní rychlost: 125 km/h
- Přistávací rychlost: 60 km/h
- Dostup: 3 200 m
- Dolet: 1 320 km